# Лапин, Иван Никитович
Иван Никитович Лапин (23.01.1923, Алтайский край — 03.01.1977) — советский военнослужащий, участник Великой Отечественной войны, полный кавалер ордена Славы, командир отделения взвода пешей разведки 851-го стрелкового полка 277-й стрелковой дивизии старший сержант — на момент представления к награждению орденом Славы 1-й степени.

## Биография
Родился в 1923 году в селе Старо-Крайчиково (ныне — Первомайского района Алтайского края). В 10 лет остался без отца. Окончил 7 классов, затем Белоцерковное училище. До призыва в армию работал в колхозе учётчиком.
В январе 1942 года был призван в ряды Красной Армии Краюшинским райвоенкоматом Алтайского края. Окончил полковую школу. С июня 1943 года в боях Великой Отечественной войны. В первых боях был ранен в руку, но вскоре вернулся в строй. Воевал на Западном и 3-м Белорусском фронтах.
16 октября 1944 года после прорыва обороны противника у населенного пункта Мерх и с выходом к реке Шервинта на границе Восточной Пруссии старший сержант Лапин в составе разведгруппы проник в тыл противника с задачей дезорганизовать оборону. Одним из первых прорвался во вражеские траншеи и огнём из автомата расстрелял семь противников.
Приказом по частям 277-й стрелковой дивизии от 6 декабря 1944 года старший сержант Лапин Иван Никитович награждён орденом Славы 3-й степени.
С 13 января по 7 февраля 1945 года за период наступательных боев на территории Восточной Пруссии огнём из автомата истребил около 10 противников. 19 февраля 1945 года в районе населенного пункта Краупишкен проник в расположение врага, где подавил два пулемета, чем обеспечил продвижение пехоты вперед.
Приказом по войскам 5-й армии от 16 марта 1945 года старший сержант Лапин Иван Никитович награждён орденом Славы 2-й степени.
16 апреля 1945 года в бою на Земландском полуострове в районе населенного пункта Гаффкен старший сержант Лапин вместе с подчиненными уничтожил около взвода противников. В этом бою был ранен в голову. День Победы встретил в госпитале.
Приказом Главнокомандующего Советских войск на Дальнем Востоке от 23 сентября 1945 года старший сержант Лапин Иван Никитович награждён о рденом Славы 1-й степени. Стал полным кавалером ордена Славы.
В ноябре 1945 года был демобилизован. Вернулся на родину. Жил и работал в городах Черепаново, Бердске. Последние годы жил в городе Бийск. Скончался 3 января 1977 года. Похоронен в г.Бийске.
Награждён орденами Славы 1-й, 2-й, 3-й степеней, медалями.
Имя ветерана увековечено на Мемориале Славы в городе Барнаул.